# Archidendron whitei
Archidendron whitei är en ärtväxtart som beskrevs av Ivan Christian Nielsen. Archidendron whitei ingår i släktet Archidendron och familjen ärtväxter. Inga underarter finns listade i Catalogue of Life.